# 鄭善果
郑善果（569年—629年），郑州荥泽县（今河南省郑州市惠济区）人，出自荥阳郑氏北祖第三房，北周、隋朝、唐朝。

## 生平
郑善果是西魏少司空、岐州刺史、金乡文子郑道邕的孙子，北周大将军、开封县公郑诚之子。郑诚讨伐尉迟迥而死，郑善果当时年仅九岁，袭封开封县公。隋文帝开皇初年，进封武德郡公。十四岁，官拜沂州刺史，又转鲁郡太守。隋炀帝时，与武威太守樊子盖在官吏考核中，并列第一，隋炀帝赏赐其黄金百两、物品千段。迁大理卿。突厥将隋炀帝围困于雁门，围解后，以功授右光禄大夫。
从隋炀帝游江都，宇文化及杀害炀帝，以其为民部尚书，跟随宇文化及等到聊城。后为窦建德所俘，不被礼待，逃奔相州投靠唐淮安王李神通。入长安后，官至太子左庶子，封荥阳郡公。未几，检校大理卿，兼任民部尚书。奉公守法，很有威名。山东被平定，为招抚大使。后历任刑部尚书。唐太宗贞观初年，官至岐州刺史，去官后，又拜江州刺史。贞观三年（629年）卒。

## 家族

### 母亲
- 清河崔氏，出自清河崔氏定著六房之一的郑州崔氏，隋朝上大将军、襄州总管、六州诸军事、襄州刺史、东郡公崔彦穆之女

### 儿子
- 郑玄勖，无锡县令
- 郑玄度，广州长史
- 郑玄范，相州刺史

## 相關事蹟
隋煬帝大業八年時，皇帝下令於東都洛陽度僧，當時鄭善果被任命為主考官，他特地破例錄取了時年十三歲的陈祎（即為後來的玄奘大師）剃度出家，並稱讚其「誦業易成，風骨難得。若度此子，必为釋門偉器！」:63

## 延伸阅读
[在维基数据编辑]
 《舊唐書·卷62》，出自刘昫《舊唐書》
 《新唐書·卷100》，出自《新唐書》